# 1984 w muzyce
Wydarzenia muzyczne w 1984 roku.

## Wydarzenia
- 27 lutego – wydano studyjny album grupy Queen pod tytułem The Works
- 28 lutego – otrzymawszy 12 nominacji, Michael Jackson odebrał 8 nagród Grammy za album Thriller
- 5 maja – liderka The Pretenders Chrissie Hynde i wokalista Simple Minds Jim Kerr wzięli ślub
- 25 czerwca – Purple Rain, album Prince’a, pobił rekord sprzedaży. W czasie 24 godzin od momentu ukazania się na rynku sprzedano 1,3 miliona płyt
- w sierpniu grupa Queen wyruszyła do Europy i Afryki na czteromiesięczną trasę koncertową promującą album The Works
- 26 października – ukazał się album ze ścieżką dźwiękową do filmu The Terminator
- 29 października – wydanie pierwszego singla Modern Talking – You’re My Heart, You’re My Soul
- 31 grudnia – perkusista Def Leppard Rick Allen stracił lewe ramię w wypadku samochodowym. Po rekonwalescencji powrócił w następnym roku do zespołu grając na specjalnie przystosowanej dla niego perkusji
- powstał zespół The Offspring
- powstał zespół Guns N’ Roses
- pod koniec roku powstał zespół Armia
- reaktywacja zespołu Deep Purple w składzie MKII: Ritchie Blackmore, Jon Lord, Ian Paice, Ian Gillan, Roger Glover
- pojawił się teledysk do utworu Thriller Michaela Jacksona. Teledysk został później uznany za najlepszy, jaki kiedykolwiek nakręcono
- Rozpad nowozelandzkiej grupy nowofalowej Split Enz
- Powstanie piosenki zespołu Scorpions pt. Rock You Like a Hurricane
- Koncerty Iron Maiden w Polsce
- Powstał zespół Soundgarden
- Powstał zespół Sleze, przekształcony po dwóch latach działalności w grupę Alice N’ Chains
- Powstał polski zespół Imperator
- Powstał brazylijski zespół Sepultura
- Powstał węgierski zespół perkusyjny Amadinda[1]

### Festiwale

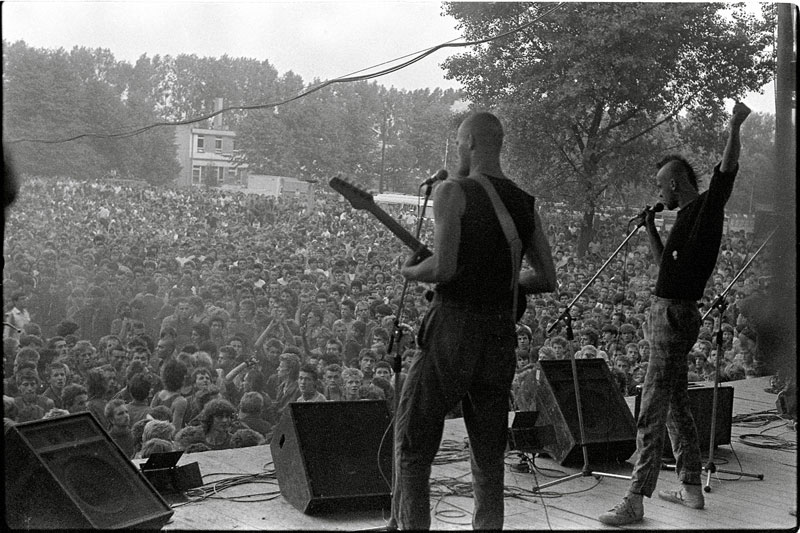
Siekiera na Festiwalu Muzyków Rockowych w Jarocinie

- 1–4 sierpnia – Festiwal w Jarocinie

## Urodzili się
- 2 stycznia – Fatma Turgut, turecka wokalistka zespołu Model
- 8 stycznia – Michał Barański, polski kontrabasista i gitarzysta basowy
- 9 stycznia – Drew Brown, amerykański muzyk, gitarzysta i keyboardzista zespołu OneRepublic
- 14 stycznia – Gosia Andrzejewicz, polska piosenkarka
- 17 stycznia – Calvin Harris, szkocki DJ, producent muzyczny i piosenkarz
- 18 stycznia – Bezczel, właśc. Michał Andrzej Banaszek, polski raper (zm. 2021)
- 19 stycznia – Paweł Domagała, polski aktor i piosenkarz
- 24 stycznia – Witold Kiełtyka, polski muzyk, perkusista grupy Decapitated (zm. 2007)
- 26 stycznia – Wu Qian, chiński pianista
- 28 stycznia – Eldar Djangirov, amerykański pianista jazzowy pochodzenia Kirgiskiego
- 30 stycznia – Solonen, fiński raper i prezenter radiowy
- 4 lutego – Mariko Ebralidze, gruzińska piosenkarka
- 5 lutego
  - Erika, włoska piosenkarka
  - Marco Misciagna, włoski altowiolista, skrzypek, aranżer, kompozytor i pedagog
- 6 lutego – Piret Järvis, wokalistka i gitarzystka estońskiego zespołu Vanilla Ninja
- 8 lutego – Paweł Kaczmarczyk, polski pianista i kompozytor jazzowy
- 9 lutego
  - Vukašin Brajić, bośniacki piosenkarz
  - Błażej Król, polski muzyk, kompozytor, wokalista i autor tekstów
- 12 lutego – Aylar Lie, norweska piosenkarka, aktorka i modelka
- 13 lutego – W.E.N.A., właśc. Michał Łaszkiewicz, polski raper
- 15 lutego – Dorota „Doda” Rabczewska, polska piosenkarka
- 18 lutego
  - Rafał Grząka, polski akordeonista i pedagog
  - Bartosz Niebielecki, polski perkusista
- 20 lutego – Audra Mae, amerykańska piosenkarka i autorka tekstów
- 23 lutego – Wojciech Świętoński, polski pianista i pedagog
- 27 lutego – Antti Tuisku, fiński piosenkarz
- 29 lutego – Dagmara Jack, polska kompozytorka muzyki poważnej
- 5 marca – Jue Weng, chińska pianistka
- 6 marca – Mateusz Smoczyński, polski skrzypek jazzowy
- 10 marca – Sandra Wild, szwajcarska piosenkarka
- 17 marca – Menno de Jong, holenderski DJ i producent muzyczny
- 21 marca – Sopo Gelowani, gruzińska piosenkarka
- 23 marca
  - Michał Kmieciak, polski kompozytor i pianista
  - Piotr Siadul, polski basista, pianista, muzyk sesyjny, producent muzyczny oraz kompozytor
- 29 marca – Barbi Escobar, szwedzko-chilijska piosenkarka i autorka tekstów
- 31 marca – Tomasz Dąbrowski, polski kompozytor i trębacz jazzowy
- 1 kwietnia – Dafina Zeqiri, kosowska kompozytorka i pianistka
- 3 kwietnia – Jakub Molęda, polski piosenkarz, kompozytor i aktor musicalowy
- 5 kwietnia – Aram Mp3, właśc. Aram Sargsjan, ormiański piosenkarz
- 8 kwietnia – Susana, holenderska piosenkarka muzyki trance
- 10 kwietnia
  - Dons, właśc. Artūrs Šingirejs, łotewski piosenkarz i autor tekstów
  - Mandy Moore, amerykańska piosenkarka i aktorka
  - Ana Soklič, słoweńska piosenkarka
- 26 kwietnia
  - Mija Barbarić, bośniacka piosenkarka chorwackiego pochodzenia
  - Bartosz Szymoniak, polski piosenkarz, muzyk zespołu Sztywny Pal Azji
- 27 kwietnia
  - Eva Simons, holenderska piosenkarka
  - Patrick Stump, amerykański wokalista i gitarzysta zespołu Fall Out Boy
- 28 kwietnia – Kacper Filip Szelążek, polski śpiewak (kontratenor)
- 29 kwietnia – Jewhen Hałycz, ukraiński wokalista i gitarzysta zespołu O.Torvald
- 10 maja – Yvonne Grünwald, niemiecka akordeonistka zespołu Elaiza
- 11 maja – Sławomir Uniatowski, polski piosenkarz, autor tekstów, kompozytor i multiinstrumentalista
- 14 maja
  - Olly Murs, brytyjski piosenkarz i autor
  - Tomasz Torres, polski perkusista
- 15 maja – Mr. Probz, właśc. Dennis Princewell Stehr, holenderski raper, piosenkarz i producent muzyczny
- 17 maja
  - Passenger, brytyjski piosenkarz, autor tekstów i muzyk
  - Simon Mathew, duński piosenkarz
- 24 maja – Krzysztof Michałek, polski organista i dyrygent
- 25 maja – Emma Marrone, włoska piosenkarka, autorka tekstów i kompozytorka
- 29 maja – Kami, właśc. Kamila Abrahamowicz-Szlempo, polska wokalistka, skrzypaczka, dyrygentka, pedagog
- 4 czerwca – RAF Camora, austriacki raper i producent muzyczny
- 5 czerwca – Derek Jones, amerykański gitarzysta zespołu Falling in Reverse (zm. 2020)
- 6 czerwca
  - Igor Cukrov, chorwacki piosenkarz
  - ByeAlex, węgierski piosenkarz
- 10 czerwca – Witali Zestowskich, rosyjsko-niemiecki DJ, producent muzyczny i kompozytor, członek zespołu Vize
- 11 czerwca – Andrzej Kwieciński, polski kompozytor
- 13 czerwca – Luke James, amerykański piosenkarz, autor tekstów i aktor
- 14 czerwca – Terry Shahab. właśc. Terryana Fatiah Shahab, indonezyjska piosenkarka
- 15 czerwca – Wayne Sermon, amerykański gitarzysta zespołu Imagine Dragons
- 18 czerwca – Elle Endlich, niemiecka piosenkarka
- 20 czerwca – Amir Haddad, francuski piosenkarz
- 23 czerwca – Duffy, właśc. Aimee Anne Duffy, walijska piosenkarka soulowo-popowa
- 26 czerwca – Indila, właśc. Adila Sedraïa, francuska piosenkarka pop i R&B
- 28 czerwca – Anita Raczweliszwili, gruzińska śpiewaczka operowa (mezzosopran)
- 30 czerwca
  - Fantasia Barrino, amerykańska piosenkarka
  - Nikos Ikonomopulos, grecki piosenkarz
- 2 lipca – Eugent Bushpepa, albański piosenkarz i autor tekstów
- 5 lipca
  - Wojciech Łozowski, polski piosenkarz i prezenter telewizyjny
  - Bérénice, francuska piosenkarka
- 6 lipca – Stashka, właśc. Katarzyna Hain, polska piosenkarka, kompozytorka i autorka tekstów
- 7 lipca
  - Jan Gałach, polski skrzypek, kompozytor, aranżer
  - Marjetka Vovk, słoweńska piosenkarka i autorka tekstów, członkini duetu Maraaya
- 10 lipca – Dominique Fils-Aimé, kanadyjska piosenkarka
- 12 lipca – Lil’ Eddie, amerykański piosenkarz i autor tekstów
- 16 lipca – Ewa Müller, polsko-niemiecka raperka
- 23 lipca – Marcin Nenko, polski kontrabasista, kompozytor i kierownik muzyczny
- 25 lipca – Lim Dong-hyek, południowokoreański pianista
- 28 lipca – Dariusz Przybylski, polski organista i kompozytor
- 30 lipca
  - Ashley Ellyllon, amerykańska kompozytorka, pianistka i keyboardzistka
  - Falko Ochsenknecht, niemiecki aktor niezawodowy i piosenkarz (zm. 2024)
- 3 sierpnia
  - Kollegah, niemiecki raper
  - Muhabbet, właśc. Murat Ersen, niemiecki piosenkarz
- 5 sierpnia
  - Helene Fischer, niemiecka piosenkarka
  - Battista Acquaviva, francuska piosenkarka i śpiewaczka operowa (mezzosopran)
- 13 sierpnia – James Morrison, brytyjski piosenkarz i autor tekstów
- 21 sierpnia – Alizée, francuska piosenkarka
- 24 sierpnia – Krzysztof Zalewski, polski muzyk rockowy
- 1 września – Joe Trohman, amerykański gitarzysta zespołu Fall Out Boy
- 2 września – Donatan, właśc. Witold Marek Czamara, polski muzyk i producent muzyczny
- 3 września – Serghei Stepanov, mołdawski muzyk i kompozytor, saksofonista zespołu SunStroke Project
- 4 września – Rafał Pawnuk, polski śpiewak operowy (bas)
- 5 września – Shwan Hook, kanadyjski piosenkarz, autor tekstów i producent muzyczny
- 7 września – Kay One, niemiecki raper
- 10 września – Matthew Followill, amerykański gitarzysta zespołu Kings of Leon
- 12 września – Petra Marklund, szwedzka piosenkarka
- 16 września
  - Sabrina Bryan, amerykańska aktorka i wokalistka zespołu The Cheetah Girls
  - Katie Melua, gruzińska piosenkarka i kompozytorka
- 21 września – Wale, właśc. Olubowale Victor Folarin, amerykański raper
- 23 września – Anneliese van der Pol, amerykańsko-holenderska aktorka i piosenkarka
- 27 września – Avril Lavigne, kanadyjska wokalistka rockowa
- 28 września – Melody Thornton, amerykańska tancerka i piosenkarka; była członkini grupy Pussycat Dolls
- 29 września – Tayanna, właśc. Tetiana Reszetniak, ukraińska piosenkarka, kompozytorka i autorka piosenek
- 3 października – Ashlee Simpson, amerykańska piosenkarka pop-rockowa, aktorka i autorka tekstów piosenek
- 4 października
  - Lena Katina, rosyjska piosenkarka pop z zespołu t.A.T.u.
  - Roxanne Emery, brytyjska piosenkarka, autorka tekstów i kompozytorka muzyki pop i trance
- 9 października – Jan Leyk, niemiecki aktor, DJ, producent muzyczny i projektant mody
- 10 października – Kei Hosogai, japoński aktor i basista
- 11 października – Jane Zhang, chińska piosenkarka i sopranistka
- 13 października – Lumidee, właśc. Lumidee Cedeño, amerykańska piosenkarka, autorka tekstów i raperka
- 15 października
  - Elize Ryd, szwedzka piosenkarka i śpiewaczka operowa
  - Jessie Ware, brytyjska piosenkarka i autorka tekstów
- 18 października
  - Esperanza Spalding, amerykańska wokalistka i kontrabasistka jazzowa
  - Soyoung Yoo, południowokoreański skrzypek
- 19 października
  - Jérémy Chatelain, francuski piosenkarz, kompozytor, aktor i stylista
  - Bartosz Zawadzki, polski piosenkarz i autor tekstów
- 20 października – Mitch Lucker, amerykański wokalista deathcore’owy, muzyk grupy Suicide Silence (zm. 2012)
- 21 października – Artsvik, ormiańska piosenkarka i autorka tekstów
- 22 października – Anca Pop, rumuńska piosenkarka (zm. 2018)
- 23 października – Halie Loren, amerykańska piosenkarka jazzowa i autorka tekstów
- 25 października
  - Andreas Grassi, niemiecki pianista
  - Mimicat, portugalska piosenkarka i kompozytorka
  - Katy Perry, amerykańska piosenkarka pop i autorka tekstów
- 27 października – Kelly Osbourne, brytyjska piosenkarka, projektantka mody i aktorka, córka Ozzy’ego Osbourne’a
- 28 października – Jake Reese, holenderski piosenkarz, autor tekstów, kompozytor, producent muzyczny
- 31 października – Stefanie Kloß, niemiecka wokalistka zespołu Silbermond
- 2 listopada
  - Anastasija Karpowa, rosyjska piosenkarka
  - Wasil Garwaniljew, macedoński piosenkarz
- 5 listopada – Emilia Dębska, polska aktorka i piosenkarka, wokalistka Studio Buffo
- 7 listopada – Giulia Anghelescu, rumuńska wokalistka
- 9 listopada
  - Delta Goodrem, australijska piosenkarka i aktorka
  - Edyta Kuczyńska, polska wokalistka zespołu Varius Manx
  - French Montana, amerykański raper
  - Maciej Starnawski, polski piosenkarz, chórzysta, muzyk sesyjny i multiinstrumentalista
- 11 listopada – Jan Szlagowski, polski perkusista; syn Jarosława Szlagowskiego
- 14 listopada – Marija Šerifović, serbska piosenkarka, zwyciężczyni 52 Konkursu Piosenki Eurowizji w Helsinkach
- 18 listopada – Miodu, właśc. Tomasz Mioduszewski, polski piosenkarz i autor tekstów, lider zespołu Jamal
- 21 listopada – Andreas Gabalier, austriacki piosenkarz
- 22 listopada – Scarlett Johansson, amerykańska aktorka i piosenkarka
- 23 listopada – Lucas Grabeel, amerykański aktor i piosenkarz
- 27 listopada – Sanna Nielsen, szwedzka piosenkarka, autorka tekstów i kompozytorka
- 28 listopada – Trey Songz, amerykański piosenkarz, autor tekstów, producent muzyczny i aktor
- 2 grudnia – Hind, właśc. Hind Laroussi Tahiri, holenderska piosenkarka i autorka tekstów
- 4 grudnia
  - Koady Chaisson, kanadyjski muzyk (zm. 2022)
  - Jelly Roll, amerykański raper, piosenkarz i autor tekstów
- 8 grudnia – Fatoni, niemiecki raper i aktor
- 16 grudnia – Laura More, brytyjska piosenkarka
- 17 grudnia – Mikky Ekko, amerykański piosenkarz i autor tekstów
- 27 grudnia – Black M, francuski raper
- 22 grudnia – Basshunter, właśc. Jonas Erik Altberg, szwedzki piosenkarz producent muzyczny i DJ
- 30 grudnia – David Tavaré, hiszpański piosenkarz

## Zmarli
- 1 stycznia – Alexis Korner, brytyjski wokalista, gitarzysta i kompozytor bluesowy (ur. 1928)
- 11 stycznia – Fritz Geißler, niemiecki kompozytor (ur. 1921)
- 14 stycznia – Paul Ben-Haim, izraelski kompozytor muzyki poważnej (ur. 1897)
- 21 stycznia – Jackie Wilson, amerykański śpiewak popowy (ur. 1934)
- 20 lutego – Fikrət Əmirov, azerski kompozytor (ur. 1922)
- 25 lutego – Maksymilian Kubacki, polski nauczyciel, muzyk, dyrygent chórów i orkiestr, społecznik (ur. 1908)
- 27 lutego – Michał Kondracki, polski kompozytor, pedagog i publicysta muzyczny (ur. 1902)
- 29 lutego – Ludwik Starski, polski scenarzysta, autor tekstów piosenek, pisarz (ur. 1903)
- 2 marca – Ganna Walska, amerykańska śpiewaczka operowa (sopran) pochodzenia polskiego (ur. 1887)
- 5 marca – Tito Gobbi, włoski śpiewak operowy (baryton) (ur. 1913)
- 28 marca – Carmen Dragon, amerykański dyrygent, kompozytor i aranżer (ur. 1914)
- 1 kwietnia – Marvin Gaye, amerykański piosenkarz popowy (ur. 1939)
- 26 kwietnia – Count Basie, amerykański pianista jazzowy (ur. 1904)
- 30 kwietnia – Aimé Duval, francuski pieśniarz, kompozytor i autor tekstów, jezuita (ur. 1918)
- 1 maja – Gordon Jenkins, amerykański wokalista jazzowy (ur. 1910)
- 1 czerwca – Franciszek Kowalski, polski działacz śpiewaczy, dyrygent i nauczyciel (ur. 1897)
- 8 czerwca – Gordon Jacob, angielski kompozytor i pedagog (ur. 1895)
- 12 czerwca – János Ferencsik, węgierski dyrygent (ur. 1907)
- 19 czerwca – Wladimir Vogel, szwajcarski kompozytor (ur. 1896)
- 9 lipca – Randall Thompson, amerykański kompozytor i pedagog (ur. 1899)
- 11 lipca
  - Leonia Gradstein, polska pisarka, tłumaczka, muzykolog (ur. 1894)
  - Karel Mengelberg, holenderski kompozytor i dyrygent (ur. 1902)
- 20 lipca
  - Gail Kubik, amerykański kompozytor muzyki poważnej (ur. 1914)
  - Zdzisław Wendyński, polski dyrygent (ur. 1919)
- 25 lipca – Big Mama Thornton, amerykańska wokalistka i kompozytorka bluesowa (ur. 1926)
- 31 lipca – Paul Le Flem, francuski kompozytor i krytyk muzyczny (ur. 1881)
- 2 sierpnia – Leszek Bogdanowicz, polski kompozytor, gitarzysta, aranżer i dyrygent (ur. 1934)
- 7 sierpnia – Esther Phillips, amerykańska śpiewaczka bluesowa, rhythm’n’bluesowa i jazzowa (ur. 1935)
- 12 sierpnia – Margaret Sutherland, australijska kompozytorka i pianistka (ur. 1897)[2]
- 14 sierpnia – Rajna Kacarowa-Kukudowa, bułgarska etnomuzykolog (ur. 1901)
- 16 sierpnia – György Kósa, węgierski kompozytor i pianista (ur. 1897)
- 30 sierpnia – Iwona Borowicka, polska śpiewaczka operowa (sopran), primadonna Operetki Krakowskiej (ur. 1929)
- 31 sierpnia
  - Henryk Rostworowski, polski poeta, piosenkarz, tłumacz (ur. 1912)
  - Carlo Zecchi, włoski pianista, dyrygent i pedagog muzyczny (ur. 1903)
- 9 września – Péter Máté, węgierski piosenkarz, pianista, kompozytor i aranżer (ur. 1947)
- 10 września – Trummy Young, amerykański puzonista jazzowy (ur. 1912)
- 11 września – Roman Kuklewicz, polski dyrygent (ur. 1908)
- 26 września – Shelly Manne, amerykański perkusista jazzowy (ur. 1920)
- 29 września – Jerzy Wasowski, polski dziennikarz radiowy, kompozytor i reżyser pochodzenia żydowskiego (ur. 1913)
- 24 października – Anatolij Lepin, rosyjski i radziecki kompozytor muzyki poważnej i rozrywkowej (ur. 1907)
- 1 listopada – Marcel Moyse, francuski flecista (ur. 1889)
- 20 listopada – Alexander Moyzes, słowacki kompozytor (ur. 1906)
- 26 listopada – Fernando Corena, szwajcarski śpiewak (bas) (ur. 1916)
- 18 grudnia – Feike Asma, holenderski kompozytor i organista (ur. 1912)
- 25 grudnia – Janusz Odrowąż, polski literat, satyryk, autor tekstów piosenek (ur. 1914)

## Grupy muzyczne
- 1984 – polski zespół nowofalowy

## Albumy

### polskie
- Martwa woda – Bajm
- Banda i Wanda – Banda i Wanda
- E≠mc² – Marek Biliński
- 1974–1984 – Budka Suflera
- Czas czekania, czas olśnienia – Budka Suflera
- Dzień, w którym pękło niebo – Dżem
- Morze snu – Eleni
- Franek Kimono – Franek Kimono
- W malinowym chruśniaku – Marek Grechuta, Krystyna Janda
- Gorączka – Klincz
- Nowy rozdział – Kombi
- Klaus Mitffoch – Klaus Mitffoch
- Ohyda – Lady Pank
- Koncertowe przygody zespołu Lombard – Lombard
- Szara maść – Lombard
- Wolne od cła – Lombard
- Mental Cut – Maanam
- Reda by Night – Oddział Zamknięty
- Nie płaczmy nad sobą – Jerzy Połomski
- Kolędy – Krystyna Prońko
- Nieustanne tango – Republika
- Był sobie król – Maryla Rodowicz
- I Ching – różni wykonawcy
- RSC / Życie to teatr – RSC
- Ryszard „Skiba” Skibiński 1951–1983 – Ryszard Skibiński
- Jedyny hotel w mieście – Jacek Skubikowski
- Realia – Zdzisława Sośnicka
- Live – String Connection
- Trio – String Connection
- Heavy Metal World – TSA
- Malinowy król – Urszula

### zagraniczne
- From the Basement – Jan Akkerman
- Forever Young – Alphaville
- Bon Jovi – Bon Jovi
- Legend – Clannad
- Treasure – Cocteau Twins
- Various Positions – Leonard Cohen (11 grudnia, Kanada)
- Perfect Strangers – Deep Purple
- People Are People – Depeche Mode
- Some Great Reward – Depeche Mode
- Wings of Tomorrow – Europe
- Het Vind – Marie Fredriksson
- The Heartland Café – Gyllene Tider
- Till We Have Faces – Steve Hackett
- Powerslave – Iron Maiden
- Zoolook – Jean-Michel Jarre
- Three of a Perfect Pair – King Crimson
- Animalize – KISS
- Milk and Honey – John Lennon & Yoko Ono
- Keep Moving – Madness
- Like a Virgin – Madonna
- Hail to England – Manowar
- Sign of the Hammer – Manowar
- Fugazi – Marillion
- Legend – Bob Marley & The Wailers
- Ride the Lightning – Metallica
- Vengeance – New Model Army
- Discovery – Mike Oldfield
- The Killing Fields – Mike Oldfield
- Invisible Men – Anthony Phillips
- The Works – Queen
- We Will Rock You (VHS z koncertem z Montrealu ’81) – Queen
- The Works EP (VHS z teledyskami) – Queen
- The Red Hot Chili Peppers – Red Hot Chili Peppers
- Grace Under Pressure – Rush
- Diamond Life – Sade
- Tonight – Savage
- Angst – Klaus Schulze
- See Ya ’Round – Split Enz
- Aural Sculpture – The Stranglers
- Private Dancer – Tina Turner
- The Unforgettable Fire – U2
- Flex-Able – Steve Vai
- Flex-Able Leftovers – Steve Vai
- Crimes of Passion – Rick Wakeman

## Single
- Against All Odds (Take a Look at Me Now) – Phil Collins
- Big in Japan – Alphaville
- Born in the U.S.A. – Bruce Springsteen
- Careless Whisper – George Michael
- Easy Lover – Philip Bailey i Phil Collins
- Forever Young – Alphaville
- Footloose – Kenny Loggins
- Girls Just Want to Have Fun – Cyndi Lauper
- Ghostbusters – Ray Parker Jr.
- Hallelujah – Leonard Cohen
- Heaven – Bryan Adams
- Hell – Lionel Richie
- Here Comes the Rain Again – Eurythmics
- I Just Called to Say I Love You – Stevie Wonder
- I Want to Break Free – Queen
- I Want to Know What Love Is – Foreigner
- Like a Virgin – Madonna
- Last Christmas – Wham!
- Missing You – Diana Ross
- One Night in Bangkok – Murray Head
- Penny Lover – Lionel Richie
- People Are People – Depeche Mode
- Pride (In the Name of Love) – U2
- Radio Ga Ga – Queen
- Relax – Frankie Goes to Hollywood
- Run to You – Bryan Adams
- Sad Songs (Say So Much) – Elton John
- Self Control – Laura Branigan
- Smalltown Boy – Bronski Beat
- Smooth Operator – Sade
- Stuck on Youl – Lionel Richie
- Summer of '69 – Bryan Adams
- Time After Time – Cyndi Lauper
- When the Rain Begins to Fall – Jermaine Jackson i Pia Zadora
- What’s Love Got to Do with It – Tina Turner
- You’re My Heart, You’re My Soul – Modern Talking
- Your Love Is King – Sade

## Muzyka poważna
- Wojciech Kilar – kantata Angelus na sopran, chór mieszany i orkiestrę symfoniczną

## Opera
- premiera opery Ślepcy Jana Astriaba[3]

## Nagrody
- Konkurs Piosenki Eurowizji 1984
  - „Diggi-Loo Diggi-Ley”, Herreys